# Ferrocarril de vía única

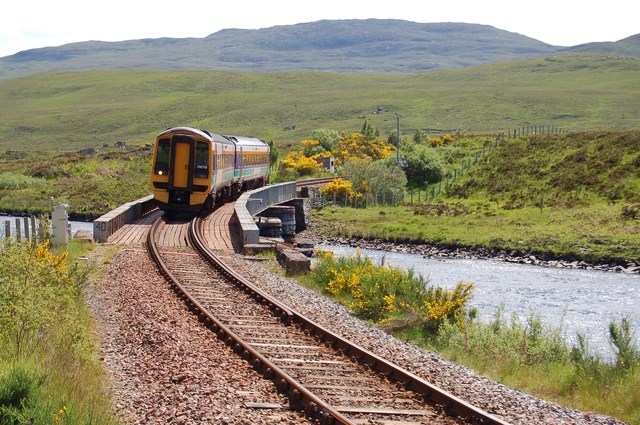
Una unidad múltiple Diesel Clase 158 en el Kyle de Lochalsh Línea, un ferrocarril principalmente de vía única en Escocia

Un ferrocarril de vía única o de vía sencilla es un ferrocarril donde los trenes que viajan en ambos sentidos comparten la misma vía. Por lo general, la vía única se encuentra en líneas ferroviarias menos utilizadas, a menudo líneas secundarias, donde el nivel de tráfico no es lo suficientemente alto como para justificar el costo de construir una segunda via.

## Ventajas y desventajas
La construcción de una sola vía es significativamente más económico, pero presenta desventajas operativas y de seguridad. Por ejemplo, una línea de vía única que tarde 15 minutos en viajar de un extremo al otro tendría capacidad para solo dos trenes por hora en cada dirección. Por el contrario, una doble vía con señalización de cuatro minutos de espaciamiento puede permitir hasta 15 trenes por hora en cada dirección, siempre que todos los trenes viajen a la misma velocidad. Este obstáculo en la capacidad de una sola vía puede superarse en parte haciendo que la vía sea unidireccional en días alternos, si la vía única no se utiliza para el tránsito público de pasajeros. 
Los trenes de carga largos son un problema  si los apartaderos ferroviarios (también llamados laderos) no son suficientemente prolongados. Otras desventajas incluyen la propagación de retrasos, ya que un tren retrasado en una vía sencilla también retrasará cualquier tren esperando para pasar. También, una vía sencilla no tiene reserva que puede dejar un servicio de capacidad reducida para continuar si un segmento está fuera de servicio.

## Operaciones de vía única

### Laderos de pase
Si una línea de vía única está diseñada para ser utilizada por más de uno tren a la vez, tiene que tener laderos de pase a intervalos a lo largo de la línea para dejar los trenes que corren en direcciones opuestas puedan pasar uno al otro. Estos constan de tramos cortos de vía doble, normalmente de longitud suficiente para un tren. La capacidad de una línea de vía única está determinada por el número de laderos de pase. Los laderos de pase también se usan para dejar pasar a trenes en la misma dirección con velocidades diferentes. 
En algunas circunstancias ramales de líneas de doble vía son de vía única y pueden operar con el principio de un tren a la vez.

### Operaciones de seguridad[1]
En líneas de vía única con laderos de pase, se tienen que tomar medidas para asegurar que sólo un tren por dirección utilice el tramo de vía única a la vez, cuando las colisiones son un riesgo particular. Algún tipo de señalización en el sistema será requerido. En práctica británica tradicional (y sistemas similares), líneas de vía única fueron operadas utilizando un sistema de fichas donde el conductor del tren tiene que estar en posesión de la ficha para pasar por el tramo de vía única. Ya que hay solo una ficha para cada tramo de vía única, es imposible para más de uno tren usarla a la vez. Este método es todavía utilizado en algunos líneas menores, pero en las líneas de vía única más largas en Gran Bretaña el sistema ha sido remplazado por comunicación radiofónica. 
Otra forma básica de autoridad para la operación de una sola vía es la Orden de Tren. Esta es una instrucción escrita que se pasa a la tripulación del tren que les dice que pueden pasar a la sección de línea única especificada y continuar a lo largo de ella hasta llegar a su final o a un ladero. Una vez allí, la orden de tren indicará si deben esperar una nueva orden o esperar hasta que haya pasado un tren que circula en la dirección opuesta antes de poder continuar. Las Órdenes de Trenes han formado la base para el control del movimiento de trenes en América del Norte desde la década de 1850.
Las Órdenes de Tren se emitían tradicionalmente siempre en papel escrito que se entregaba a la tripulación. Los despachadores estaban a cargo de emitir los Órdenes de Tren, ya que tienen la imagen general de la sección de línea bajo su control. Las comunicaciones entre los despachadores fueron originalmente por telégrafo eléctrico usando código Morse. Más tarde, los teléfonos se convirtieron en el método estándar. Si se cambiaran las órdenes a lo largo de la línea, un tren podría detenerse en una estación mediante una señal fija operada manualmente. Esta señal era solo una indicación para el conductor de que debía detenerse y recoger un nuevo Órdenes de Tren.
En los últimos tiempos, la radio se ha convertido en el método estándar para emitir órdenes de trenes. Las instrucciones se transmiten a las tripulaciones por radio y el conductor copia sus instrucciones en una hoja especial llamada “Orden de seguimiento (Track Warrant)”. El conductor repetirá el mensaje al despachador para asegurarse de que el mensaje se haya entendido correctamente.
El sistema que se utiliza en la mayoría de las líneas no señalizadas en los EE. UU. Se llama Dispatcher Control System o DCS. Una línea sin señal se divide en bloques que pueden tener hasta 20 millas de largo. Cada bloque tiene una estación de límite de bloque (BLS) en cada extremo. Un BLS consiste en un letrero fijo simple con el nombre del BLS en él. Las estaciones límite de bloque generalmente se ubican lejos de los apartaderos para que cualquier derivación se pueda realizar dentro de los límites de un solo bloque.
La operación del tren está controlada por un despachador. El despachador emitirá una orden al tren por radio. Esta será su autoridad para proceder.
Si se establece un "encuentro" (es decir, los trenes tienen que pasar entre sí), el despachador ordenará uno de los trenes en un ladero. Y, una vez que la tripulación llame por radio, se alejará de la línea principal y, por lo tanto, fuera del bloque, emitirá una orden de movimiento al otro tren.
Si otro tren necesita seguir al primero, el despachador puede indicarle al primer tren que llame por radio cada vez que pase por un BLS. De esta forma, el despachador sabe qué bloques están ocupados y, por tanto, dónde pueden circular los trenes de forma segura. Para mantener los trenes a una distancia segura, el despachador utilizará un retraso de tiempo en cada BLS o emitirá una orden de movimiento para el tren líder y una orden de movimiento separada para el siguiente tren en cada BLS.
A veces, las líneas que tienen señalización necesitan utilizar el Sistema Controlado por Despachador (DCS), por ejemplo, cuando se requiere un recorrido en sentido contrario en vías señalizadas automáticamente en una sola dirección.
En la actualidad, las líneas individuales más utilizadas se señalizan y controlan de forma remota desde una ubicación central. Las órdenes de seguimiento son en gran medida innecesarias. La señalización se basa en circuitos de vía y, a menudo, permite dividir secciones largas de una sola línea en bloques, cada uno protegido por una señal en cada extremo. Más de un tren puede avanzar en la misma dirección, totalmente protegido por señalización automática.